# Agave
Agave este un gen al monocotiledonatelor. Aceste plante sunt perene și fac parte din subfamilia Agavoideae, familia Asparagaceae. Sunt înrudite cu Aloe vera.
Toate speciile mor atunci când înfloresc, la vârsta de 10-30 ani. Sunt plante suculente, iar din tulpină se produc materiale textile. 
Din seva unor specii (Agave americana) se produce siropul de agave și tequila. 

## Legături externe
- „Agave” în Dicționar dendrofloricol la DEX online